# Харт Крејн
Харолд Харт Крејн (енгл. Harold Hart Crane; Гаретсвил, 21. јул 1899 — Мексички залив, 27. април 1932) био је амерички песник, аутор збирке песама Беле зграде, поеме Мост, и песама Чаплинеска, За брак Фауста и Хелене, Путовања и Разрушена кула. Крејнов кратки живот великим делом осликава духовну слику тадашње Америке. Његови ексцеси и полетни стихови двадесетогодишњака осликавали су узбудљивост и брилијатност џез ере двадесетих, док је одбацивање великог сна о поетској синтези америчке историје и културе на прагу својих тридесетих, било пропраћено финансијским сломом берзе и уласком друштва у еру велике депресије.
Имао је тридесет две године када је извршио самоубиство. Један од разлога, између осталих, била је сумња у сопствено песничко умеће. Није могао ни да претпостави да ће се његових стотинак песама, колико их је написао за шеснаест година, данас сматрати врхунским дометом америчке поезије, и да ће књижевна критика значај његовог стваралаштва у америчкој књижевности изједначавати са значајем поезије Волта Витмена, Емили Дикинсон и Воласа Стивенса.
Упркос несрећном животу Крејн је песник оптимизма модерне Америке и један од ретких оновремених песника који није певао о отуђењу човека од друштва. Његови стихови су махом херметични, тешко разумљиви и пропраћени сложеним песничким теоријама. Песме је испевао по принципу онога што је називао „логиком метафоре“ и обликовао их спонтаном асоцијативношћу, личном симболиком и сложеним слојевима звучања. Шели модерног доба, како га је Роберт Ловел прозвао, својом је поезијом обновио романтичарски поглед на свет.
Поједине песме Харта Крејна су преведене на српски језик, али оне никада нису обједињене у јединствену књигу, већ се могу наћи у домаћим антологијама америчке поезије и у појединим књижевним часописима.

## Биографија

### Детињство
Харолд Харт Крејн је рођен 21. јула 1899 у Гаретсвилу, Охају, као син јединац Кларенса Артура, успешног произвођача слаткиша, и Грејс Харт, несрећне домаћице која је жудела за каријером глумице. Са девет година Крејнови су се преселили у Кливленд. Брак Кларенса и Грејс био је далеко од идиличног. Стално су се свађали и међусобно оптуживали. Укоро су се развели, а десетогодишњи дечак је послат да живи код мајчине мајке, код које се упознао са поезијом читајући бакину богату библиотеку. Харолд се вратио родитељима након што се пар поново венчао. Крејн је касније своје детињство описао као крваво бојно поље на којем је фигура оца често била одсутна, док га је мајчинска фигура гушила и контролисала, празнећи сопствене фрустрације и окрећући га против оца. Нездраво породично окружење довело је шеснаестогодишњег Харта до ивице нервног растројства и до два неуспела покушаја самоубиства.
У тинејџерским данима почео је да пише поезију. Страствено је читао Шелија, Вајлда, Бајрона, Свинберна, Марлоуа и Платонове дијалоге. У Федру је подвукао црвеним пенкалом стихове у којима Сократ говори о важности божанског лудила за песничко надахнуће. Снажни утицај извршила је и Ничеова књига Рођење трагедије и концепција дионизијског принципа. Средином тинејџерског доба имао је и прва хомосексуална искуства. 1916. године, када су се његови родитељи по други пут развели, Крејн је објавио прву песму. Песма носи наслов Ц66 што је био број затворске ћелије у којој је због хомосексуалности робовао Оскар Вајлд. Исте године напустио је средњу школу и отпутовао за Њујорк, желећи да се посвети писању поезије. Као вид побуне против оца песник је одбацио своје име и заменио га мајчиним девојачким презименом Харт. Седамнаестогодишњи младић је у Њујорку остао нешто мање од две године, радећи свакојаке послове и спавајући по становима познаника, да би се због финанскијских проблема вратио у Кливленд, где се запослио као чиновних у очевој радњи. Код оца се задржао нешто дуже од годину дана, током које су многобројне свађе потврдиле немогућност било какве коегзистенције у истом простору. Не би ли се издржавао, запослио се у маркетиншкој агенцији. У овом периоду увелико се одао пићу, тврдећи да му алкохол и гласна џез музика омогућавају продужетак појачане свесности, стања под којим је стварао.

### Одлазак у Њујорк
Крејнове прве песме почеле су да излазе у малим угледним књижевним часописима где су наишле на добар пријем међу књижевним критичарима. У Њујорк се вратио 1923, сада већ као познат песнички таленат, где је ступио у контакт са важним књижевним фигурама америчког модернизма двадесетих. И овде се запослио у маркетиншкој агенцији, док је привремено становао са књижевником, уредником и критичарем Горамом Мансоном и његовом женом. Следеће године преселио се у собу где је некада живео амерички архитекта немачког порекла Џон Реблинг, познат по нацрту Бруклинског моста, и са чијих се прозора мост савршено видео. Тада се у Крејну јавила идеја о великој песми о овом мосту. У лето и у јесен 1924. живео је стабилнијим животом радећи на поетском циклусу Путовања, инспирисан љубављу према данском морнару Емилу Опферу, који ће остати љубав његовог живота. Међутим, ако се изузме овај кратак период, Крејнов живот је био суморан. Био је незапослен, често у алкохолисаном стању, а у сумњивом крају на доковима Њујорка где је живео редовно су га пребијали и пљачкали. Очајан измолио је новчани зајам од Ота Кана, њујоршког банкара и мецене, не би ли наставио свој рад на поеми Мост. Средином 1925. преселио се код песника Алена Тејта и његове супруге, да би почетком следеће године отпутовао на острво Ајл ов Пајнс. Ту је сазнао за уговор са издавачем о објављивању његове прве књиге песама. Ова вест га је значајно охрабрила, те је интензивно радио читавог лета. Написао је три четвртине поеме Мост, као и многе друге краће песме. Међутим, на јесен вративши се у Њујорк вратио се и алкохолу.

### Беле зградеиМост
Крејнова прва збирка поезије Беле зграде (White Buildings) изашла је 1926. У њој су се нашле значајне песме попут Чаплинеске у којем је фигура глумца Чарлија Чаплина представљана као фигура песника у модерним временима, то јест, као комбинација кловна, свакидашњег човека и свете луде; затим циклус еротских песама Путовања и песма За брак Фауста и Хелене која је инсистирала на томе да модернизам мора да понуди нешто више од очајавања. Пошто књижевна критика збирку није дочекала онако како се надао, борио се са дубоким разочарењем у свој таленат. При крају 1928. отпутовао је у Европу проводећи прву половину 1929. у Паризу, где су се његови пороци разбуктали. У јулу исте године вратио се у Њујорк, где је коначно завршио поему Мост (The Bridge). Ова поема је написана као светла афирмација модернитета и као оптимистички одговор на Елиотов антрополошки песимизам песме Пуста земља (1922). Састоји се из 15 делова у којима је дата панорама америчког искуства и историје, са Бруклинским мостом као главном метафором идеалистичке тежње за уједињењем људи и друштвеним прогресом. Мост је објављен у посебном издању 1930, али су прикази књижевне критике били равнодушни или негативни. Наредне 1931. добио је стипендију Гугенхајм фондације, са којом је отпловио за Мексико. Иако је добио велику подршку од Кетрин Ен Портер и других уметника који су се налазили у то време у мексичкој уметничкој колонији, Крејн је врло мало писао. Плашио се да је изгубио песничко умеће, иако његова последња песма Разрушена кула, која се данас сматра ремек-делом, указује на сасвим другачију ситуацију. У Мексику је живео је са сликарком Пеги Берд. То је била уједно прва и једина Крејнова хетеросексуална веза.

### Смрт
Након што су му јавили да му је отац умро, Харт се зиме 1932. упутио за Америку. Након дуге ноћи опијања у сам освит новог дана 27. априла, Харт Крејн је прескочио ограду брода и скочио у море. Његово тело никада није пронађено. На гробу његовог оца дописано је: Харолд Харт Крејн 1899 - 1932. изгубљен на мору.

## Рецепција и утицаји
Током Крејновог живота његову поезију ценио је махом уски круг уметничких фигура тог периода попут Алена Тејта, Јуџина О Нила, Кенета Бурка, Едмунда Вилсона Е. Е. Камингса и Вилијама Карлоса Вилијамса. Већина књижевних критичара тог времена је Крејнове стихове дочекало хладно. Временом се његов статус у америчкој књижевности уздигао до самог врха, те га је угледни амерички критичар Харолд Блум одредио једним од четири стуба америчке поезије. Са друге стране, херметичност и сложеност стихова неретко и данас одбијају ширу читалачку публику ван академских кругова.
Тенеси Вилијамс, који је од младости био везан за Крејнову поезију и који је његов стих ставио на почетку штампаног издања драме Трамвај звани жеља, желео је да након смрти његово тело спусте у море на месту где је Крејн скочио у смрт. Ову жељу нису му испунили, већ су га сахранили у Сент Луису, граду који је по сопственом признању највише мрзео. Једна од Вилијамсових последњих драма Кораци морају бити нежни тематизује однос Крејна и његове мајке.
Српски песник Иван В. Лалић је у песми Писмо Џону Беримену на вест о његовој смрти, опевао самовољну смрт Џона Беримена, Пола Селана и Харта Крејна.
Амерички глумац и редитељ Џејмс Франко тумачио је лик Харта Крејна у биографском филму Разрушена кула. Франко је потписао и режију филма.

## Одабрана дела
- Беле зграде (White Buildings, 1926)
- Мост (1930)
- Сабране песме (The Collected Poems of Hart Crane, 1938)
- О моја земљо, моји пријатељи: одабрана писма (O My Land, My Friends: The Selected Letters of Hart Crane, 1997)